# جنون سرعت ۳: تعقیب شدید
جنون سرعت ۳: تعقیب شدید (به انگلیسی: Need for Speed III :Hot Pursuit) یک بازی ویدئویی به سبک مسابقه‌ای از مجموعه بازی‌های جنون سرعت است که توسط شرکت الکترونیک آرتس برای پلی‌استیشن و مایکروسافت ویندوز منتشر شده‌است. دنباله‌ای برای این بازی تحت عنوان جنون سرعت: تعقیب شدید ۲ در سال ۲۰۰۲ عرضه شد.

## گیم‌پلی
بازی جنون سرعت: تعقیب داغ با بازگشت حالت تعقیب و گریز پلیس، دو سبک بازی متفاوت ارائه می‌دهد. سبک اول مسابقات استاندارد است که مانند نسخه‌های قبلی سری، به بازیکن اجازه می‌دهد در مسابقات معمول، حذفی یا تورنمنت‌ها (که با تکمیل آنها خودروها و مسیرهای اضافی باز می‌شوند) با یک یا هفت رقیب دیگر رقابت کند. سبک دوم با نام "تعقیب داغ"، مسابقاتی شامل حضور خودروهای پلیس است که در آن بازیکن می‌تواند یک خودروی اسپورت انتخاب کرده و در مسیری پر از ماموران پلیس با یک حریف رقابت کند. نسخه کامپیوتر همچنین شامل حالت معکوس است که در آن بازیکن نقش پلیس را بازی می‌کند و باید شش مسابقه‌دهنده را قبل از پایان مسابقه متوقف کند. تکمیل چالش‌های تعقیب داغ در هر دو نقش و در تمام مسیرها، خودروهای پلیس بیشتری را آزاد می‌کند.
دو حالت بازی جدید معرفی شده‌اند: حالت دو نفره که اجازه رقابت دو بازیکن روی یک سیستم را می‌دهد، و حالت "حذفی" که شامل هفت مسابقه با هشت شرکت‌کننده در مسیرهای تصادفی است. در این حالت، راننده‌ای که در آخر قرار گیرد از دور رقابت حذف می‌شود. حالت استاندارد "تورنمنت" نیز شامل هشت رقیب در مسابقات چهار دوری است. بازی از بازی شبکهای از طریق درگاه سریال، مودم یا IPX، و بازی آنلاین از طریق پروتکل TCP/IP پشتیبانی می‌کند.
مسیرهای مسابقه از تنگه‌های بیابانی تا روستاهای حومه شهر و کوهستان‌های پوشیده از برف را شامل می‌شوند که بسیاری از آنها دارای میانبرهای مخفی هستند. سیستم تنظیم خودرو نیز معرفی شده که به بازیکنان اجازه می‌دهد با تنظیم مواردی مانند نسبت دنده‌ها، تعادل ترمزها، سختی سیستم تعلیق، آیرودینامیک و نوع لاستیک‌ها، عملکرد خودروی خود را بهینه کنند. هر یک از این تنظیمات با استفاده از نوارهای لغزنده و با دقت درصدی قابل تغییر هستند. به عنوان مثال، تنظیمات پیشرفته موتور و دنده ممکن است شتاب اولیه را کاهش دهد اما سرعت نهایی را افزایش دهد، یا آیرودینامیک بالا ممکن است سرعت را افزایش دهد اما کنترل خودرو را دشوارتر کند.